# ستيفانو بوتا
ستيفانو بوتا (بالإيطالية: Stefano Botta)‏ (3 نوفمبر 1986 بكومو في إيطاليا - ) هو لاعب كرة قدم إيطالي في مركز الوسط. لعب مع نادي ترنانا ونادي تشيزينا ونادي جنوى ونادي فيتشينزا ونادي لوغانو ونادي لوكيزي ونادي فيرتوس إينتيلا.

## روابط خارجية
- ستيفانو بوتا على موقع قاعدة بيانات كرة القدم.إي يو (الإنجليزية)
- ستيفانو بوتا على موقع Soccerway.com (الإنجليزية)
- ستيفانو بوتا على موقع عالم كرة القدم.نت (الإنجليزية)